# Those Who Dare
Those Who Dare er en amerikansk stumfilm fra 1924 instrueret af John B. O'Brien.

## Medvirkende
- John Bowers som Manning
- Marguerite De La Motte som Marjorie
- Joseph J. Dowling som David Rollins
- Claire McDowell som Mrs. Rollins
- Martha Marshall som Cecilia Thorne
- Edmund Burns som Harry Rollins
- Spottiswoode Aitken som Thorne Wtherell
- Sheldon Lewis som Serpent Smith
- Cesare Gravina som Panka